# Dóc
Dóc é um município da Hungria, situado no condado de Csongrád-Csanád. Tem 49,43 km² de área e sua população em 2019 foi estimada em 707 habitantes.